# 한미경
한미경 (1981년 9월 14일 ~ )은 대한민국의 스타크래프트 프로게이머이다. 2006년경 은퇴. 제주도 출신.

## 경력

### 여성부 대회
- 2002년 제1차 ghem TV 스타리그 여성부 16강
- 2003년 제3차 ghem TV 스타리그 여성부  8강
- 2005년 제4차 game TV 스타리그 여성부 정규리그 2위, 대회 최종 3위(최종 플레이오프 vs 이종미 0:3 패)
- 2005년 MBC게임 레이디스 MSL 공동 5위 (패자조 4강 vs 강현 0:2 패)

## 기타
- 당시 e스포츠 협회의 명단에 따르면 실제로는 준프로게이머 자격에서 멈춘 것으로 확인된다.[2]
- 2005년 기사에 따르면 당시 영화/드라마 수출 관련 무역회사에 근무하고 있었다고 한다.[3]
- 학창시절 수영 선수로 활약한 바 있다.[1]